# No Place to Land
No Place to Land è un film del 1958 diretto da Albert C. Gannaway.
È un film d'azione a sfondo drammatico e romantico statunitense con John Ireland, Mari Blanchard e Gail Russell.

## Produzione
Il film, diretto da Albert C. Gannaway su una sceneggiatura di Vance Skarstedt, fu prodotto dallo stesso Gannaway per la Albert C. Gannaway Productions e girato nella Contea di Imperial, California, nel maggio 1958. Burt Topper è al suo debutto.

## Distribuzione
Il film fu distribuito negli Stati Uniti dal 3 ottobre 1958 dalla Republic Pictures. È stato distribuito anche nel Regno Unito con il titolo Man Mad.

## Promozione
Le tagline sono:
- "DANGER ZONE...between earth and sky! (original print ad) ".
- "THEY LIVED HARD...AND DIED EASY!...In That Danger Zone Between Earth and Sky! ".
- "The hot dust of danger in a strip of sky! ".